# Šimun Hrgović
Šimun Hrgović (Vukovar, 20. ožujka 2004.) hrvatski je nogometaš koji igra na poziciji lijevog beka. Trenutačno igra za splitski Hajduk.

## Klupska karijera
Hrgović je počeo trenirati nogomet sa sedam godina u vukovarskom Radničkom, da bi se nakon dvije godine preselio u vinkovačku Cibaliju. Tamo se zadržava šest godina te u ljeto 2019. godine prelazi u splitski Hajduk. U Hajdukovim omladinskim kategorijama nastupa redovito, a bio je i neizostavan član generacije Hajdukovih juniora koja je u sezoni 2022./23. došla do finala juniorske Lige prvaka.
U ljeto 2023. godine odlazi na posudbu u Solin, ali s dvojnom registracijom, te ga je Hajduk u svakom trenutku mogao povući s posudbe. Nakon teške ozljede Darija Melnjaka, krajem listopada 2023. godine povučen je s posudbe te je priključen prvoj momčadi Hajduka. Za prvu momčad debitira 12. studenoga 2023. godine u 3:1 domaćoj prvenstvenoj pobjedi nad Varaždinom. Ušao je u igru umjesto Ismaëla Dialla u 75. minuti susreta. Dana 17. veljače 2024. godine bilježi prvi prvenstveni start u 0:2 gostujućoj pobjedi nad Rudešom. Nakon što se na početku sezone 2024./25. standardizirao na njemu neprirodnoj poziciji desnog bočnog igrača u sustavu trenera Gennara Gattusa, krajem studenoga 2024. Hajduk objavljuje produljenje ugovora s Hrgovićem do ljeta 2028. godine.

## Reprezentativna karijera
Igrao je za nekoliko mlađih uzrasnih kategorija hrvatske reprezentacije.
Dana 28. listopada 2024. godine je dobio prvi pretpoziv izbornika Zlatka Dalića za utakmice Lige nacija u kojima je Hrvatska igrala protiv Škotske i Portugala.

## Privatni život
Hrgović je rođen u Vukovaru, ali korijene vuče iz Satrića kod Sinja.

## Vanjske poveznice
- Profil, Hrvatski nogometni savez
- Profil, Soccerway (engl.)
- Profil, Transfermarkt (engl.)